# エクスブイモン
エクスブイモンはデジタルモンスターシリーズに登場する架空の生命体・デジタルモンスターの一種。

## 概要
『デジモンアドベンチャー02』より登場。前主人公の成熟期・グレイモンと比べ頭部が小さく、体型も人間に近くスマートで全体的にスタイリッシュなデザインとなっている。
初期のストーリー展開の関係上、アニメの主人公成熟期としては（成熟期自体に進化しない『デジモンフロンティア』、『デジモンクロスウォーズ』を除く）22話と、最も遅い登場となる。

## 種族としてのエクスブイモン
ブイドラモンの原種で、強力な腕力と脚力をもっている幻竜型デジモン。腹部には「V」に2本の直線を書き足した「X」の文字が刻まれており、そこから必殺技の「エクスレイザー」を放射する。その発達した腕力と脚力から繰り出される攻撃力は凄まじく、山ほどもある岩石など跡形も無く破壊できるほどである。その破壊力を持つために恐れられているが、実際は正義感が強くむやみにその力を使うことは無い。

### 基本データ
- 世代/成熟期
- タイプ/幻竜型
- 属性/フリー
- 必殺技/エクスレイザー
- 得意技/ストロングクランチ、ハーティシャッター

得意技
ストロングクランチ
強烈な噛み付き技。
必殺技
エクスレイザー
胸のX字の模様から放射されるエネルギー波。

### ウイルス種
黒色ウイルス種のエクスブイモン。カードダスSt-768に登場。

### 亜種・関連種・その他
- ブイモン
- ブイドラモン
- パイルドラモン
- ディノビーモン

スティングモンとのジョグレス進化体。

## アニメ版のエクスブイモン

### デジモンアドベンチャー02
第22話で初登場。声は野田順子。以降はそれまでのフレイドラモンに取って代わりブイモンの基本戦闘形態となる。
可愛らしい外見を持つブイモンとは異なり、凛々しく勇猛で筋骨隆々の人型に近い竜になる。その見た目通り普段は飛び道具を使わない鍛え抜かれた筋肉によるパワーファイトが得意。Vを超えるXのパワーをその筋肉に有するハイパワー戦士。
アーマー体、ジョグレス進化の影響でアニメ主人公の中では最も出番の少ない成熟期だが（成熟期自体に進化しない『デジモンフロンティア』、『デジモンクロスウォーズ』を除く）、1対2と不利な状況や完全体・究極体相手に窮地に立たされながらも屈することなく一人で果敢に立ち向かう屈強な肉体と心を持つ。最終決戦においてもほかの仲間たちが絶望する中、パートナーの本宮大輔を鼓舞し大ピンチに陥りながらも一人で最後の敵と戦った。
竜族の誇りを胸のXに込め、純白の翼に穢れ無き正義を宿す。腕力・脚力は強力に発達し、その力は正義のために振るう蒼拳の戦竜。

### デジモンフロンティア
第36話にてアイスデビモンを捕らえたデジモンとして回想で登場。

### その他
ゲーム『デジモンリアライズ』の期間限定イベントである激突戦「ダークマスターズ ～8月の冒険～」でブイモンの成熟期の姿として登場。のぞみがまだ戦えるかどう心配していたが、言葉に答える形で進化して、テイルモンたちと一緒にムゲンドラモンを退けたが、力を使い果たし、元に戻る。

## 漫画版のエクスブイモン

### デジモンアドベンチャーVテイマー01
ゼロマルと共にパラレルモンと戦った。

### デジモンクロスウォーズ (漫画)
シルエットで登場。